# Karol Poznański (pedagog)
Karol Poznański (ur. 14 lutego 1931 w Żarkach zm. 10 listopada 2022 w Warszawie) – polski pedagog, profesor zwyczajny, znawca dziewiętnastowiecznej historii wychowania. Jego zainteresowania naukowe koncentrują się głównie na badaniach dziejów oświaty, szkolnictwa i wychowania w Królestwie Polskim (1815–1915).

## Życiorys

### Wykształcenie i działalność naukowa
Szkołę podstawową, gimnazjum i Liceum im. Tadeusza Kościuszki ukończył w Żarkach (woj. Śląskie). W latach 1950–1955 studiował pedagogikę na KUL. We wrześniu 1955 r. rozpoczął pracę jako asystent w Zakładzie Pedagogiki na UMCS w Lublinie. W 1961 r. uzyskał stopień doktora pod opieką prof. dr. hab. Jana Dobrzańskiego. W 1962 r. podjął pracę jako adiunkt w Polskiej Akademii Nauk, w Pracowni Dziejów Oświaty w Warszawie. Jest współautorem podręcznika akademickiego pt. „Historia wychowania” stworzonego pod kierunkiem prof. dr. hab. Łukasza Kurdybachy. W prowadzonych badaniach zajmował się losami polskiej szkoły w Królestwie Polskim. Habilitował się w UMCS w 1972 r. na podstawie książki o reformie szkolnej Aleksandra Wielopolskiego pt. „Reforma szkolna w Królestwie Polskim w 1862 roku" (Wyd. Ossolineum, 1968). We wrześniu 1969 r. wrócił do pracy naukowo-dydaktycznej w UMCS w Lublinie, gdzie w roku akademickim 1970/71 zajął się organizacją Wyższego Studium Nauczycielskiego. Rozpoczęło ono swoją działalność we wrześniu 1971, a w maju 1972 zostało przekształcone w Wydział Pedagogiki i Psychologii, którego Karol Poznański został dziekanem. Funkcję tę pełnił do 1984 r. W latach 1984–1990 i 1999–2000 pełnił funkcję rektora Wyższej Szkoły Pedagogiki Specjalnej im. Marii Grzegorzewskiej w Warszawie oraz w 2000–2002 w Akademii Pedagogiki Specjalnej w Warszawie. W 1986 r. uzyskał tytuł profesora nadzwyczajnego nauk humanistycznych. Od 1991 r. jest profesorem zwyczajnym. Kierował Katedrą Historii Wychowania w Akademii Pedagogiki Specjalnej im. Marii Grzegorzewskiej w Warszawie. W latach 1998–2002 kierował Zakładem Historii Kultury Fizycznej w Akademii Wychowania Fizycznego Józefa Piłsudskiego w Warszawie.
Wypromował ponad 20 doktorów (4 się habilitowało), był recenzentem ok. 50 rozpraw doktorskich, habilitacyjnych i całokształtu dorobku naukowego wniosków dotyczących nadania tytułu profesora. Prowadził wszystkie typowe formy zajęć dydaktycznych na studiach pedagogicznych ze studentami i doktorantami.

### Badania naukowe
Prowadził badania nad dziejami organizacji szkolnictwa i wychowania w Polsce od czasów oświecenia aż po współczesność. Szczególnie interesował się reformami oświatowymi oraz organizacją szkolnictwa i wychowania w zaborze rosyjskim (w Królestwie Polskim, do pełnej jego rusyfikacji po 1869 r.) oraz w latach Drugiej RP i w Polsce Ludowej do transformacji ustrojowej.

## Prace naukowe

### Monografie, studia, rozprawy i artykuły
- Początki szkoły rzemieślniczo-niedzielnej w Lublinie, „Rocznik Lubelski” 1958, 1.1, s. 163–178.
- Szkoła elementarna w Łukowie w XIX w., (w:) Z przeszłości Ziemi Łukowskiej, pod redakcją R. Orłowskiego i R. Szaflika, Lublin 1959, s. 144–148.
- Zarys historii szkół Michaliny Sobolewskiej w Lublinie (1909–1950), Lublin 1959, s. 42 (współautor W. Romanowski).
- Szkoły rzemieśłniczo-niedzielne w Lublinie (1817–1864), „Rozprawy z Dziejów Oświaty” 1959, t. II, s. 119–165.
- Rozwój szkół rzemieślniczo-niedzielnych na Lubelszczyźnie w latach 1833–1864, „Annales Universitatis Mariae Curie-Skłodowska” 1960, Sectio F, vol. XII, 9, s. 221–243.
- Geneza Szkoły Głównej Warszawskiej, „Przegląd Historyczno-Oświatowy” 1963, z. 3, s. 271–302.
- Opinia publiczna Królestwa Polskiego wobec sprawy oświaty ludu w 1861 roku, „Rozprawy z Dziejów Oświaty” 1964, t. VII, s. 69–94.
- Zygmunt Nowicki (1881–1944), „Nowa Szkoła” 1967, nr 3, s. 25–27.
- Stanisław Kalinowski, „Nowa Szkoła” 1967, nr 4, s. 32–33.
- Reforma szkolna w Królestwie Polskim w 1862 roku, Wrocław-Warszawa-Kraków 1968, s. 342.
- Julian Kotkowski, Polski Słownik Biograficzny 1969, t. XIV, s. 471.
- Bronisław Ferdynand Trentowski (1808–1869), „Nowa Szkoła” 1969, nr 11, s. 13–14.
- Antoni Kryszka, Polski Słownik Biograficzny 1970, t. XV, s. 495–496.
- Kazimierz Krzywicki, Polski Słownik Biograficzny 1970, t. XV, s. 570–572.
- Poglądy Jana Amosa Komeńskiego na ustrój i organizację szkolnictwa, „Ruch Nauczycielski” 1971, t. IV, s. 7–20.
- Realizacja założeń reformy Aleksandra Wielopolskiego na Lubelszczyźnie, (w:) Ze studiów nad Komisją Edukacji Narodowej i szkolnictwem na Lubelszczyźnie. Rozprawy i artykuły. Redaktorzy: Dobrzański, A. Koprukowniak, Lublin 1973, s. 331–351. Toż samo: Od Akademii Bialskiej do AWF. Praca zbiorowa pod redakcją naukową dr. M. Kowalskiego, Międzyrzec Podlaski 1973, s. 3–14.
- Z tradycji oświatowych Białej Podlaskiej, „Lubelski Rocznik Pedagogiczny” 1975, t. 1II-1V, s. 385–396.
- Szkoła Główna Planowania i Statystyki, Encyklopedia Warszawy, Warszawa 1975, s. 837.
- Szkoła Główna Służby Zagranicznej, Encyklopedia Warszawy, Warszawa 1975, s. 837–838.
- Wyższa Szkoła Dziennikarska, Encyklopedia Warszawy, Warszawa 1975, s. 988.
- Henryk Struve, Encyklopedia Warszawy, Warszawa 1975, s. 822.
- Seweryn Zdzitowiecki, Encyklopedia Warszawy, Warszawa 1975, s. 1014.
- Kursy Dodatkowe Pedagogiczne w Warszawie 1836–1848, „Rozprawy z Dziejów Oświaty” 1978, t. XXI, s. 15–53.
- Szkolnictwo elementarne na Lubelszczyźnie i Podlasiu w okresie międzypowstaniowym, „Lubelski Rocznik Pedagogiczny” 1979, t. VII, s. 177–193.
- Stan i kierunki badań nad oświatą i wychowaniem na ziemiach polskich w XIX w., (w:) Materiały z sympozjum historyków oświaty i wychowania w Jodłowym Dworze, Kielce, materiały w druku.
- Sprawa przebudowy oświaty i wychowania w Królestwie Polskim po upadku powstania listopadowego, „Rozprawy z Dziejów Oświaty” 1980, t. XXIII, s. 65–99.
- Towarzystwo Szerzenia Oświaty pod nazwą „Światło” 1906–1917, „Oświata Dorosłych” 1982, nr 8, s. 470–471.
- Początki szkolnictwa handlowego w Lublinie (Szkoła niedzielno-handlowa 1865–1907), „Lubelski Rocznik Pedagogiczny” 1983, t. XI, s. 151–159.
- Społeczno-ekonomiczne uwarunkowania pracy szkoły elementarnej w Kazimierzu Dolnym (1833–1864), „Lubelski Rocznik Pedagogiczny” 1984, t. XII, s. 189–201.
- Zur Methodologie der Untersuchungen über die Geschichte der Volksbildung und des Schulwesens, (w:) „Geschichte der Schule und der Padagogik sozialistischer Lander”, Karl-Marx-Stadt 1984, nr 4.
- Uber die illegale Bildung in Polen während faschistischen Okkupation von 1939–bis 1945, (w:) „Geschichte der Schule und der Padagogik sozialististicher Lander”, Mitteilungsblatt, Karl-Marx-Stadt 1985, nr 5.
- Szkoły handlowe im. Augusta i Juliusza Vetterów w Lublinie 1902–1975, Lublin 1985, s. 406.
- Zarys tradycji szkolnictwa zawodowego na Lubelszczyźnie od połowy XVIII w. do powstania styczniowego, (w:) Wychowanie i kształcenie politechniczne w Polsce i Niemieckiej Republice Demokratycznej. Tradycje i współczesność. Wybrane zagadnienia. Praca zbiorowa pod redakcją R. Kuchy, Lublin-Dęblin 1985, s. 21–33.
- Towarzystwo Szerzenia Oświaty pn. „Światło” 1906–1917, Encyklopedia oświaty i kultury dorosłych, pod red. K. Wojciechowskiego, Wrocław-Warszawa-Kraków-Gdańsk-Łódź 1986, s. 345–346.
- Komitet Nauk Pedagogicznych PAN Zespół Historii Wychowania, „Rocznik Pedagogiczny” 1988, t. 11, s. 181–186.
- Społeczno-ekonomiczne bariery rozwoju wiejskich szkół elementarnych w obwodzie lubelskim po powstaniu listopadowym, „Lubelski Rocznik Pedagogiczny” 1988, t. XIII–XIV, s. 127–141.
- Vzdeldvanie logopedov v Polsku – tradicie a sucasnosf, „Śpecialna Pedagogika” 1988,1.1, s. 36–48.
- Ewolucja systemu kształcenia pedagogów specjalnych w Polsce na tle rozwoju myśli pedagogicznej, (w:) Pedagogika specjalna – uwarunkowania i tradycje rozwoju, pod redakcją J. Pańczyka, Warszawa 1989, s. 78–93.
- Stan szkolnictwa początkowego i pracującego w nim nauczycielstwa w Królestwie Polskim w okresie międzypowstaniowym, „Acta Universitatis Lodziensis. Folia Paedagogica et Psychologica” 1989, t. 22, s. 39–68.
- Oświata elementarna w Królestwie Polskim jako przedmiot badań historyczno-pedagogicznych, (w:) Stan i potrzeby badań nad oświatą i wychowaniem w Królestwie Polskim w latach 1815–1915. Pod redakcją R. Kuchy i K. Poznańskiego, Lublin 1989, s. 51–62.
- Sieć i struktura szkolnictwa wyższego w Polsce w okresie międzywojennym, (w:) Oświata, szkolnictwo i wychowanie w II Rzeczypospolitej. Pod redakcją K. Poznańskiego, Lublin 1991, s. 453–471.
- Die Entwicklung des Bildungssystems der Spezialpadagogik in Polen, (w:) Tradition und Trends der polnischen Sonderpadagogik. Beitrag zur europäischen Geschichte der Heilpadagogik, Bachman W, Eckert U., Poznański K. (Hrsg.), Giessen 1991, s. 63–72.
- Poland (w:) Handbook of World Education. A Comparative Guide to Higher Education et Educational Systems of the World, editor W Wickermasinghe, American Collegiate Services, Houston, Texas 1991, s. 643–658 (współautor R. Kucha).
- Warunki organizacyjno-materialne i kadrowe nauczania początkowego w Polsce w obecnym systemie szkolnym, (w:) Warunki funkcjonowania nauczania początkowego w polskim systemie szkolnym 1976–1990. Praca zbiorowa pod redakcją M. Cackowskiej, Lublin 1991, s. 9–60.
- Czasy jezuickie – od humanizmu do oświecenia, (w:) Szkoła czterech wieków. Liceum Ogólnokształcące im. Stanisława Staszica w Lublinie, pod redakcją R. Kuchy, Lublin 1992, s. 13–20.
- Szkoły lubelskie w dobie Komisji Edukacji Narodowej, (w:) Szkoła czterech wieków. Liceum Ogólnokształcące im. Stanisława Staszica w Lublinie, pod redakcją R. Kuchy, Lublin 1992, s. 21–42.
- Lata austriackiego zaboru 1795–1809, (w:) Szkoła czterech wieków. Liceum Ogólnokształcące im. Stanisława Staszica w Lublinie, pod redakcją R. Kuchy, Lublin 1992, s. 45–49.
- Czasy nadziei i rozczarowań (1809–1832), (w:) Szkoła czterech wieków. Liceum Ogólnokształcące im. Stanisława Staszica w Lublinie, pod redakcją R. Kuchy, Lublin 1992, s. 51–93.
- Myśl pedagogiczna pod zaborem rosyjskim – do powstania styczniowego (1795–1863), „Przegląd Historyczno-Oświatowy” 1992, nr 1–2, s. 9–31.
- Rozwój systemu kształcenia pedagogów specjalnych, (w:) Pedagogika specjalna w Polsce. Wybrane zagadnienia z przeszłości i współczesności oraz tendencje rozwoju, pod redakcją U. Eckert i K. Poznańskiego, Warszawa 1992, s. 28–34. W służbie innym, (w:) Problemy oświaty i kultury dorosłych, pod redakcją E. Adamczuk i L. Adamowskiej, Lublin 1992, s. 9–19.
- Młodzież szkół średnich epoki oświecenia jako przedmiot badań, (w:) Metodologia w badaniach naukowych historii wychowania, praca zbiorowa pod redakcją T. Jałmużny oraz I. i G. Michalskich, Łódź 1993, s. 136–147. Kariery edukacyjne uczniów Szkoły Wydziałowej Lubelskiej w latach 1780–1802, (w:) Szkolnictwo Lubelszczyzny w XVIII–XX wieku. Studia i rozprawy. Pod redakcją R. Kuchy, Lublin 1993, s. 7–47.
- Sprawa przebudowy oświaty i wychowania w Królestwie Polskim po upadku powstania listopadowego, (w:) Studia z dziejów edukacji. Wybór J. Miąso, Warszawa 1994, s. 163–197.
- Rozwój polskiej myśli pedagogicznej w zaborze rosyjskim (1795–1915), (w:) Nauki pedagogiczne w Polsce. Tradycje, współczesność, przyszłość (materiały z konferencji), pod redakcją S. Michalskiego, R. Ossowskiego, Bydgoszcz 1994, s. 189–239.
- Geneza i pierwsze lata Wydziału Pedagogiki i Psychologii UMCS w Lublinie. Kalendarium przeobrażeń strukturalnych i organizacyjnych w latach 1971–1984, „Lubelski Rocznik Pedagogiczny” 1995, t. XVI, s. 9–40.
- Droga życiowa Natalii Han-Ilgiewicz (1895–1978), (w:) Natalia Han-Ilgiewicz. Pisma, szkice, artykuły, rozprawy. Zebrał i wstępem poprzedził K. Poznański, Warszawa 1995, s. 9–34.
- Historia wychowania. Stan obecny i kierunki rozwoju, „Rocznik Pedagogiczny” 1995, t. 18, s. 39–54.
- Osiągnięcia polskich reform szkolnych w XIX wieku, „Kwartalnik Pedagogiczny” 1995, nr 3/157, s. 141–172.
- Demokratyczne aspekty w rodzimych planach przebudowy oświaty i wychowania w Królestwie Polskim w początkach II połowy XIX wieku, „Przegląd Historyczno-Oświatowy” 1996, nr 3–4, s. 117–135.
- Przebudowa struktury szkolnictwa w Królestwie Polskim w latach trzydziestych XIX stulecia, (w:) Szlakami przeszłości i czasów współczesnych. Księga ofiarowana Profesorowi Lechowi Mokrzeckiemu z okazji Jego Jubileuszu. Pod redakcją: K. Puchowskiego i J. Żerki, Gdańsk 1996, s. 248–260.
- Z tradycji niepaństwowego szkolnictwa, (w:) Wyższe szkolnictwo niepaństwowe w systemie edukacji narodowej, red. J. Bogusz, A. Knap, Warszawa 1996, s. 33–41.
- Profesor Jan Dobrzański (1901–1997) in memoriam, „Rozprawy z Dziejów Oświaty” 1997, t. XXXVIII, s. 3–9.
- Potrzebne są nowe inicjatywy badawcze w zakresie historii wychowania, (w:) Historia wychowania w XX wieku. Dorobek i perspektywy, pod redakcją T. Gumuły, J. Krasuskiego i S. Majewskiego, Kielce 1998, s. 55–59.
- Studium sieci szkolnej miasta Lublina w czasach Królestwa Polskiego, (w:) Historia wychowania w XX wieku. Dorobek i perspektywy, pod redakcją T. Gumufy, J. Kra¬suskiego i S. Majewskiego, Kielce 1998, s. 369–390.
- Polska myśl pedagogiczna w Królestwie Polskim po upadku powstania styczniowego (1864–1915), „Przegląd Historyczno-Oświatowy” 1998, nr 3–4, s. 193–212.
- Udział Muchanowa i Dukszty-Duksztyńskiego w realizacji „Przepisów dodatkowych dla zarządu Okręgu Naukowego Warszawskiego” z marca 1845 roku, „Ars Educandi” 1998, 1.1, s. 65–94.
- Szkoła niemiecko-rosyjska w Warszawie – niezbyt fortunny zamysł edukacyjny namiestnika Iwana Paskiewicza, (w:) Oświata: tradycje i współczesność, pod redakcją J. Kwiatka i F. A. Marka, Opole 1999, s. 215–228.
- Szkoła i wychowanie w Królestwie Polskim w początkach lat trzydziestych XIX stulecia, „Annales Universitatis Mariae Curie-Skłodowska” 1999/2000, Sectio F, vol. LIV/LV, s. 159–183.
- Dziedzictwo pedagogiczne XIX wieku, (w:) Katolicka a liberalna myśl wychowawcza w Polsce w latach 1918–1939. Pod redakcją ks. E. Walewandra, Lublin 2000, s. 17–55.
- Uwarunkowania rozwoju kultury fizycznej w zaborze rosyjskim w pierwszej po¬łowie XIX wieku, (w:) Z najnowszej historii kultury fizycznej w Polsce, t. IV. Pod redakcją B. Woltmanna, Gorzów Wielk.(opolski) 2000, s. 29–44.
- Pierwsze lata Państwowego Gimnazjum i Liceum Koedukacyjnego im. Tadeusza Kościuszki w Żarkach (1945–1949), Żarki 2000, s. 60.
- Profesor Jan Dobrzański (1901–1997) – in memoriam, (w:) Jan Dobrzański, Profesor, Mistrz, Przyjaciel. Redaktor K. Przybyłko, Lublin 2001, s. 82–88.
- Dbałość o zdrowie w polskiej tradycji wychowawczej XVII–XVIII wieku, (w:) Zdrowie-Ruch-Fair Play, pod redakcją Z. Żukowskiej i R. Żukowskiego, Warszawa 2001, s. 14–23.
- Oświata i szkolnictwo w Królestwie Polskim 1831–1869. Lata zmagań i nadziei. T. 1. Przebudowa systemu szkolnictwa i wychowania w Królestwie Polskim w latach 1831-1839, Warszawa 2001, s. 190.
- Oświata i szkolnictwo w Królestwie Polskim 1831–1869. Lata zmagań i nadziei. T. 2. Szkoły rzemieślniczo-niedzielne, Warszawa 2001, s. 155.
- Rola Warszawy w upowszechnianiu wychowania fizycznego i sportu w Królestwie Polskim na przełomie XIX i XX wieku, (w:) Polska kultura fizyczna w czasach zaborów i Drugiej Rzeczypospolitej, pod redakcją R. Wasztyla, Kraków 2002, s. 121–132, „Zeszyty Naukowe. Akademia Wychowania Fizycznego im. Bronisława Czecha w Krakowie” nr 85.
- Walka caratu z polską szkołą po upadku powstania listopadowego, „Przegląd Historyczno-Oświatowy” 2002, nr 1–2, s. 45–52.
- Akademia Pedagogiki Specjalnej im. Marii Grzegorzewskiej. Przeszłość – dzień dzisiejszy – przyszłość, „Szkoła Specjalna” 2002, nr 3, s. 132–136.
- Trudne narodziny Instytutu Szlacheckiego w Warszawie, (w:) W służbie szkoły i nauki. Księga pamiątkowa poświęcona profesorowi Czesławowi Majorkowi, pod redakcją Z. Ruty i R. Ślęczki, Kraków 2003, s. 123–139.
- Zespół Historii Wychowania K(omitetu) N(auk) P(edagogicznych) PAN, „Rocznik Pedagogiczny” 2003, t. 26, s. 47–53.
- Wychowanie fizyczne w programach szkół prywatnych i rządowych w Warszawie w XIX wieku, (w:) Wkład nauk humanistycznych do wiedzy o kulturze fizycznej. T. I. Historia kultury fizycznej (studia i szkice). Redakcja naukowa: T. Rychta, J. Chełmecki, Warszawa 2003, s. 58–64.
- Oświata i szkolnictwo w Królestwie Polskim 1831–1869. Lata zmagań i nadziei. T. 3. Polityka oświatowa caratu w latach 1834–1861, Warszawa 2004, s. 303.
- Kulisy i skutki ustanowienia Warszawskiego Okręgu Naukowego w 1839 r., (w:) Historia społeczeństwo wychowanie. Księga pamiątkowa dedykowana Profesorowi Józefowi Miąso. Pod redakcją K. Bartnickiej, Pułtusk-Warszawa 2004, s. 469–482.
- Troska o higienę i zdrowie w polskiej tradycji wychowania fizycznego w XVIII w. w paramilitarnych szkołach kadeckich, (w:) Przeszłość polskiej kultury fizycznej, pod redakcją M. Orlewicz-Musiał i R. Wasztyla, Kraków 2004, s. 41–50, „Zeszyty Naukowe. Akademia Wychowania Fizycznego im. Bronisława Czecha w Krakowie” nr 89.
- Obraz gimnazjów i szkół powiatowych w guberni lubelskiej, augustowskiej i płockiej w oczach wizytatora Józefa Korzeniowskiego w 1853 r., „Przegląd Historyczno-Oświatowy” 2004, nr 3–4, s. 107–130.
- Obraz szkół prywatnych i elementarnych rządowych w Królestwie Polskim w raportach wizytatorów z 1853 r., „Przegląd Historyczno-Oświatowy” 2005, nr 3–4, s. 115–134.
- Poglądy i działalność pedagogiczna Stanisława Konarskiego, (w:) Wielkie dzieło reformy wychowania – ksiądz Stanisław Konarski (1700–1773). Materiały z sesji naukowej. Wstęp i opracowanie T. Gumuła, Ostrowiec Świętokrzyski 2005, s. 9–19.
- Tezy referatu: Sylwetka naukowa i działalność edukacyjna prof dr. hab. Wojciecha Pomykało, „Oświata i Wychowanie” 2006, nr 4, s. 45–47.
- Szkoły średnie w guberni warszawskiej i radomskiej w świetle raportów wizytatorów Wincentego Smacznińskiego i Piotra Sojjano z 1853 roku, „Przegląd Historyczno-Oświatowy” 2009, z. 1–2, s. 101–128.
- Wizytatorzy szkół – nadzorcy prorządowego wychowania młodzieży w Królestwie Polskim (na przykładzie wizytacji szkół w guberni augustowskiej z lat 1843, 1853 i 1867), (w:) Patriotyzm a wychowanie, pod redakcją E. J. Kryńskiej, Białystok 2009, s. 75–81.
- Rola Dukszty-Duksztyńskiego w kreowaniu polityki oświatowej caratu w Królestwie Polskim w epoce paskiewiczowskiej, (w:) Orientacje i kierunki w badaniach historyczno-pedagogicznych, pod redakcją I. Michalskiej i G. Michalskiego, Łódź 2009, s. 175–186.

### Podręczniki
- Historia wychowania, pod redakcją Ł. Kurdybachy, t. II, Warszawa 1967, rozdziały:
  - Losy szkolnictwa polskiego na ziemiach zaboru pruskiego, s. 106–107,
  - Jan Henryk Pestalozzi, s. 73–88,
  - Szkolnictwo i wychowanie w Królestwie Polskim na początku II połowy XIX wieku, s. 521–536.
- Historia wychowania. Wiek XX, pod redakcją ]. Miąso, Warszawa 1980:
  - Rozwój oświaty przed I wojną światową, rozdział 1, punkt 1, s. 13–15 (współautorzy J. Miąso i J. Kulpa),
  - Rozwój szkolnictwa wyższego, rozdział 2, punkt 9, s. 48–55,
  - Ustawa o szkołach wyższych z 15 marca 1933 r., rozdział 3, punkt 5, s. 71–73 (współautor S. Mauersberg),
  - Szkolnictwo wyższe po reformie, rozdział 4, punkt 5, s. 86–92.
- Wybrane zagadnienia z historii wychowania, t. 2, Warszawa 2006, s. 247.
- Szkoła i wychowanie na ziemiach polskich w okresie zaborów, (w:) Historia wycho¬wania. Skrypt dla studentów pedagogiki, pod redakcją D. Dryndy, Warszawa 2006, s. 149–177.
- Wybrane zagadnienia z historii wychowania, t. 2, Warszawa 2009 (dodruk), s. 247.

### Prace edytorskie
- Stan i potrzeby badań nad oświatą i wychowaniem w Królestwie Polskim w latach 1815–1915, praca zbiorowa pod redakcją R. Kuchy i K. Poznańskiego, Lublin 1989, Wyd. UMCS, s. 356.
- Oświata, szkolnictwo i wychowanie w latach II Rzeczypospolitej. Pod redakcją K. Poznańskiego, Lublin 1991, Wyd. UMCS, s. 497.
- Tradition und Trends der polnischen Sonderpadagogik. Beitrag zur europaischen Geschichte der Heilpadagogik, Bachman W, Eckert U. und Poznański K. (Hrsg.), Giessen 1991, s. 317.
- Pedagogika specjalna w Polsce. Wybrane zagadnienia z przeszłości i współczesności oraz tendencje rozwoju, praca zbiorowa pod redakcją U. Eckert i K. Poznańskiego, Warszawa 1992, s. 171.
- Bibliografia „Przeglądu Historyczno-Oświatowego” za 60 lat działalności wydawniczej (1947–2007). Opracowanie: I. Czarnecka i K. Poznański, „Przegląd Historyczno-Oświatowy” 2007, Rok L, nr 4 (198), s. 132.

### Recenzje
- Stefan Wołoszyn, Dzieje wychowania i myśli pedagogicznej w zarysie, Warszawa 1964 (wspólnie z Ł. Kurdybachą, J. Miąso i B. Sandler), recenzja: „Nowa Szkoła” 1964, nr 7–8, s. 81–85.
- Józef Madeja, Elementarze i nauka elementarna czytania i pisania na Śląsku w wie¬kach XVIII i XIX (1763–1848), 1.1, Katowice 1980, recenzja: „Rozprawy z Dziejów Oświaty” 1964, t. VII, s. 211–214.
- Antoni Artymiak, Studia nad historię szkolnictwa elementarnego w obwodach kieleckim i olkuskim województwa krakowskiego (1816–1862), Wrocław-Warszawa Kraków 1964, recenzja: „Rozprawy z Dziejów Oświaty” 1967, t. X, s. 236–239.
- Józef Madeja, Elementarze i nauka elementarna czytania i pisania na Śląsku w XIX i XX wieku (1848–1930), t. II, Katowice 1965, recenzja: „Rozprawy z Dziejów Oświaty” 1967, t. X, s. 236–239.
- Eugenia Podgórska, Szkolnictwo elementarne w Łodzi w latach 1808–1914, Łódź 1966, recenzja: „Rozprawy z Dziejów Oświaty” 1968, t. XI, s. 184–187.
- Bronisław Ferdynand Trentowski, Chowanna, Wstęp i komentarz A. Walicki, Wrocław-Warszawa-Kraków 1970, recenzja: „Nowa Szkoła” 1971, nr 3, s. 64–65.
- Tadeusz Mizia, O Komisji Edukacji Narodowej, Warszawa 1972, recenzja: „Nowa Szkoła” 1973, nr 7–8, s. 101–102.
- Bogdan Suchodolski, Komisja Edukacji Narodowej na tle roli oświaty w dziejowym rozwoju Polski, Warszawa 1972, recenzja: „Nowa Szkoła” 1973, nr 7–8, s. 100–101.
- „Rozprawy z Dziejów Oświaty”, t. I–XVII z lat 1958–1974. Wydawnictwo PAN, pod redakcją Ł. Kurdybachy, a następnie J. Miąso, recenzja: „Przegląd Historyczno Oświatowy” 1975, z. 4, s. 620–626.
- Władysława Szulakiewicz, Wanda Bobkowska (1880–1948). Szkic z historii polskiej historiografii edukacyjnej, Rzeszów 1998, s. 188, recenzja: „Przegląd Historyczno-Oświatowy” 2002, nr 1–2, s. 215–216.
- Władysława Szulakiewicz, Historia oświaty i wychowania w Polsce 1918–1939. Studium historiograficzne, Toruń 2000, s. 284, recenzja: „Przegląd Historyczno Oświatowy” 2002, nr 1–2, s. 217–219.

### Wydawnictwo źródeł
- Walka caratu ze szkołą polską w Królestwie Polskim 1831–1870. Materiały źródłowe. Wybór, wstęp i opracowanie K. Poznański, Warszawa 1993, s. 565.
- Natalia Han-Ilgiewicz, Pisma, szkice, artykuły, rozprawy. Zebrał i wstępem poprzedził K. Poznański, Warszawa 1995, s. 432.

### Polemiki i dyskusje
- Uwagi na temat kształcenia młodej kadry naukowej historyków wychowania, (w:) Materiały z sympozjum historyków oświaty i wychowania w Jodłowym Dworze, Kielce, materiały w druku.
- Głos w dyskusji „przedstawicieli środowisk opiniotwórczych z Przewodniczącym Rady Państwa”, (w:) O kondycję moralną społeczeństwa, Warszawa 1986, s. 133–139.
- Zadania i problemy dydaktyczno-wychowawcze kształcenia nauczycieli dla szkolnictwa specjalnego, (w:) II bilateralna konferencja rektorów partnerskich uczelni Wyższych Szkół Pedagogicznych i Uniwersytetów NRD i PRL, Potsdam 1987, s. 207–210.
- W sprawie rozwoju Wyższej Szkoły Pedagogiki Specjalnej im. Marii Grzegorzewskiej w Warszawie odpowiedź rektora WSPS, „Szkoła Specjalna” 1988, nr 3, s. 214–222.

## Odznaczenia
- Krzyż Kawalerski Orderu Odrodzenia Polski[2]
- Krzyż Oficerski Orderu Odrodzenia Polski (2011)
- Medal Komisji Edukacji Narodowej
- Złota Odznaka ZNP
- Medal UMCS „Nauka w Służbie Ludu"
- Złota Odznaka Towarzystwa Przyjaciół Dzieci
- Tytuł honorowy Zasłużony Nauczyciel PRL
- 9-krotnie nagradzany przez ministra edukacji